# 鬆芝
鬆芝（学名：Tomophagus colossus），又名棺菇，为靈芝科鬆芝屬的模式種，過去為該屬的唯一物種。本種雖然較少見，但廣泛分布於世界各地除東非以外的熱帶地區。

## 分類
本種最早於於1851年由埃利亚斯·芒努斯·弗里斯描述發表，當時被歸入多孔菌屬中，學名為Polyporus colossus。1905年，美國真菌學家威廉·阿方索·默里爾將其歸入新屬鬆芝屬（Tomophagus）中，學名更改為Tomophagus colossus，不過許多學者將鬆芝屬視為靈芝屬的同物異名，故將本種歸入靈芝屬，學名為Ganoderma colossus。近年的分子種系發生學研究結果顯示鬆芝屬的類群（本種與吉仙鬆芝）為一獨立的演化支，學界漸同意將該屬與靈芝屬區別，因此以Tomophagus colossus為本種學名。

## 形態
本種的子實體呈黃色，內部質地鬆軟，形狀常為不規則；擔孢子長約14–20微米、寬約9–14微米，較靈芝屬物種的孢子大，但形狀與之相似，具兩層細胞壁，且有一端呈截形（truncate apex）。

## 名稱
本種因有生長在棺木上的紀錄，又被稱為棺菇，曾有媒體報導本種對一些疾病有療效，但尚無科學證據證明。
另外，本種因不規則的外觀特徵，在墨西哥被稱為，意為「大象的腿」。